# Twelve Minutes
Twelve Minutes (с англ. — «Двенадцать минут») — компьютерная игра в жанре квеста, разработанная независимым американским разработчиком Луисом Антонио и изданная Annapurna Interactive.

## Игровой процесс
События игры разворачиваются в трёхкомнатной квартире. Главный герой игры — мужчина по имени Аарон, который возвращается после работы в свою квартиру, где его встречает жена, которая сообщает ему новость о своей беременности. Через пять минут игры в квартиру заходит третий персонаж, который представляется полицейским. Он обвиняет жену Аарона в убийстве своего отца, и, не найдя его дорогие карманные часы, душит главного героя, из-за чего игра начинается сначала. Концепция Twelve Minutes заключается в том, что герой находится во временной петле, и игровой уровень перезапускается каждые 12 минут. Перед игроком не ставится конкретной задачи, но через взаимодействие с окружающими предметами и персонажами он должен найти способ выйти из временной петли.
Каждую сессию Аарон усваивает опыт предыдущих игр. Со временем игроку открываются варианты диалогов и взаимодействий, которые ранее были недоступны. Несмотря на то, что игровая сессия длится 12 минут, журналист из Engadget утверждает, что на полное прохождение игры требуется от 6 до 8 часов, а по словам разработчика, прохождение может занять 10 часов. Игра не имеет подсказок, контрольных точек и списка задач. Интерфейс Twelve Minutes выполнен в минималистическом стиле.

## Разработка
Создатель Twelve Minutes, Луис Антонио, в прошлом работал в компании Ubisoft в качестве ведущего художника в Квебеке и приложил руку к созданию таких серий игр, как Assassin’s Creed и Far Cry. Однако Антонио пришло осознание ограниченности творческого процесса в большой компании ввиду её коммерческих интересов, которым все сотрудники обязаны следовать. Поэтому Антонио решил переехать в Сан-Франциско, где в 2012 году продолжил работу в качестве независимого разработчика и участвовал в создании The Witness.
Изначально выпуск игры планировался на 2020 год, но в ноябре компания-издатель Annapurna Interactive заявила, что выпуск всех игр переносится на следующий год.

## Восприятие
| Сводный рейтинг    | Сводный рейтинг                                     |
| Агрегатор          | Оценка                                              |
| ------------------ | --------------------------------------------------- |
| Metacritic         | (PC) 76/100 (XONE) 71/100 (XSX) 72/100 (PS5) 63/100 |
| OpenCritic         | 74/100                                              |
| «Критиканство»     | 70/100                                              |
| Иноязычные издания |                                                     |
| Издание            | Оценка                                              |
| Destructoid        | 8/10                                                |
| Game Informer      | 8/10                                                |
| GameSpot           | 9/10                                                |
| GamesRadar+        | [ 16 ]                                              |
| IGN                | 8/10                                                |
| PC Gamer (US)      | 53/100                                              |

Игра получила в основном положительные отзывы критиков. На сайте-агрегаторе Metacritic версия Twelve Minutes для Windows имеет 76 баллов из 100 на основе 60 рецензий от игровых изданий.
Хидэо Кодзима положительно отозвался о Twelve Minutes в Twitter, написав: «Я не увлекался игрой так сильно со времён Inside», и отметив её стиль и концепцию временной петли. Он также добавил, что игра вдохновила его задуматься о создании новой приключенческой игры.